# ピロガロール-1,2-オキシゲナーゼ
ピロガロール-1,2-オキシゲナーゼ（pyrogallol 1,2-oxygenase）は、次の化学反応を触媒する酸化還元酵素である。
ピロガロール + O2 {\displaystyle \rightleftharpoons } 4-オキサロクロトン酸
反応式の通り、この酵素の基質はピロガロールとO2、生成物は4-オキサロクロトン酸である。
組織名は1,2,3-trihydroxybenzene:oxygen 1,2-oxidoreductase (decyclizing)で、別名にpyrogallol 1,2-dioxygenaseがある。